# Кріо (фільм)
Кріо — американський трилер 2021 року. Режисер Баррет Бергін; сценарист Баррет Бергін й Мейсон Д. Девіс. Продюсер Мейсон Д. Девіс.

## Про фільм
П'ятеро вчених у якомусь підземному бункері прокидаються після тривалого кріогенного сну. Вони зовсім не пам'ятають як потрапили сюди.
Але незабаром вони розуміють, що один із них убивця — і саме він їх тут зібрав. Але як його виявити?

## Знімались
| Актор             | Роль |
| ----------------- | ---- |
| Джилліан Пітрі    |      |
| Емілі Мері Палмер |      |
| Мейсон Д. Девіс   |      |
| Курт Дуссетт      |      |